# Wertatscha
Wertatscha är ett berg i Österrike. Det ligger i den sydöstra delen av landet, 260 km sydväst om huvudstaden Wien. Toppen på Wertatscha är 2 180 meter över havet, eller 346 meter över den omgivande terrängen. Bredden vid basen är 2,5 km. Wertatscha ingår i Karawankerna.
Terrängen runt Wertatscha är huvudsakligen bergig, men den allra närmaste omgivningen är kuperad. Närmaste större samhälle är Ferlach, 11,8 km nordost om Wertatscha. 
I omgivningarna runt Wertatscha växer i huvudsak blandskog. Runt Wertatscha är det tätbefolkat, med 286 invånare per kvadratkilometer.